# Sam Carter (rugbista)
Sam Carter (Sídney, 10 de septiembre de 1989) es un jugador de rugby australiano que forma parte del plantel del Ulster, equipo de la isla de Irlanda con sede en Belfast, Irlanda del Norte, que compite en la United Rugby Championship.
Jugó para los Canberra Vikings en la temporada inaugural del National Rugby Championship en 2014 y se unió a los New South Wales Country Eagles para la temporada 2015.
Su debut con los Wallabies (la selección de Australia) se produjo en un partido contra la Francia celebrado en Brisbane el 7 de junio de 2014. Formó parte de la selección australiana que quedó subcampeona de la Copa Mundial de Rugby de 2015. 